# Nana Akufo-Addo
William Nana Addo Dankwa Akufo-Addo (n. 29 martie 1944, Accra, Coasta de Aur) este un politician ghanez care a ocupat funcția președinte al Ghanei din ianuarie 2017 până în ianuarie 2025. Anterior, a fost procuror general între 2001 și 2003 și ministru de externe între 2003 și 2007 în administrația președintelui John Kufuor.
Akufo-Addo a candidat pentru prima dată la președinție în 2008 și din nou în 2012, ambele dăți ca reprezentant al Partidului Noii Patrii (New Patriotic Party – NPP). A pierdut de fiecare dată în fața candidaților Congresului Național Democratic (National Democratic Congress – NDC): John Evans Atta Mills în 2008 și John Mahama⁠(d) în 2012. După alegerile generale din 2012, a refuzat să își recunoască înfrângerea și a contestat rezultatul în instanță, însă Curtea Supremă a Ghanei a confirmat victoria lui Mahama.
A fost desemnat din nou candidat prezidențial al NPP pentru alegerile generale din 2016 și, de această dată, l-a învins pe președintele în exercițiu John Mahama⁠(d) din primul tur (cu 53,85% din voturi), marcând prima oară în istoria alegerilor prezidențiale din Ghana când un candidat al opoziției a câștigat majoritatea absolută în primul tur. A fost, de asemenea, prima dată când un candidat al opoziției a învins un președinte în funcție. A obținut din nou majoritatea absolută în primul tur și la alegerile din 2020 (cu 51,59% din voturi), învingându-l pe Mahama pentru a doua oară.
Guvernul lui Akufo-Addo s-a bucurat inițial de o largă popularitate în rândul populației ghaneze, promovând agenda naționalistă „Ghana dincolo de ajutor”. Partea finală a mandatului său a fost însă marcată de cea mai gravă criză financiară din Ghana din ultimele decenii, cu o inflație care a atins 40% atât în 2022, cât și în 2023. Guvernul a pus aceste dificultăți pe seama pandemiei de COVID-19 și a invaziei ruse în Ucraina, însă numeroși observatori au acuzat o proastă gestionare a fondurilor publice. Fiind limitat la două mandate, Akufo-Addo a predat pașnic puterea pe 7 ianuarie 2025 către Mahama (NDC), după ce NPP a pierdut alegerile în contextul unei scăderi accentuate a popularității administrației sale.

## Biografie
Nana Addo Dankwa Akufo-Addo s-a născut în Accra, Ghana, în 1944, într-o familie proeminentă — părinții săi fiind Adeline Akufo-Addo și Edward Akufo-Addo⁠(d), membri ai influentei familii Ofori-Atta. Tatăl său, Edward Akufo-Addo, originar din Akropong⁠(d), a fost al treilea președinte al Curții Supreme din Ghana (1966–1970), președinte al Comisiei Constituționale (1967–1968) și președinte neexecutiv al Ghanei între 1970 și 1972. Bunicul său matern a fost Nana Sir Ofori Atta, rege al Akyem Abuakwa și membru al consiliului executiv al guvernatorului Coastei de Aur înainte de independența Ghanei. Nana Akufo-Addo este nepot al lui Kofi Asante Ofori-Atta și William Ofori Atta și strănepot al lui J. B. Danquah, o altă figură marcantă din grupul istoric „The Big Six”.
Și-a început educația primară la Government Boys School și Rowe Road School (actualul Kinbu) din centrul Accrei. Apoi a plecat în Anglia, unde a urmat Holmewood House Preparatory School și, ulterior, Lancing College din Sussex, unde a obținut certificatele O-Level și A-Level. Aici era poreclit „Billy” și a aderat la credința anglicană. În 1962, a început cursurile de filosofie, politică și economie la New College, Oxford, dar a părăsit universitatea după scurt timp. Revenit în Ghana, a predat o perioadă la Accra Academy, apoi, în 1964, s-a înscris la Universitatea din Ghana, Legon, unde a obținut în 1967 diploma de licență în economie (BSc Econ).
Ulterior, s-a mutat în Regatul Unit, unde a intrat în Middle Temple și s-a format ca avocat în sistemul tradițional de ucenicie al Inns of Court, care nu necesita o diplomă formală în drept. A fost admis în Baroul englez (Middle Temple) în iulie 1971 și în Baroul ghanez în iulie 1975. A lucrat o perioadă în biroul din Paris al firmei americane de avocatură Coudert Brothers.

## Cariera politică
Deși cunoscut de prietenii săi ca un susținător vocal al Convention People's Party (CPP) în perioada studenției la Universitatea din Ghana, Nana Akufo-Addo s-a alăturat ulterior tradiției United Party (UP), formațiune rivală, după înlăturarea președintelui Kwame Nkrumah în 1966. La scurt timp, tatăl său, Edward Akufo-Addo, a fost numit președinte ceremonial al Ghanei (1969).
Activitatea sa politică propriu-zisă a început la sfârșitul anilor 1970, când a aderat la People’s Movement for Freedom and Justice (PMFJ), o organizație creată pentru a se opune propunerii Union Government a Consiliului Militar Suprem condus de generalul Acheampong. În mai 1995, s-a numărat printre personalitățile care au fondat Alliance for Change, o alianță care a organizat proteste împotriva politicilor neoliberale promovate de regimul lui Jerry Rawlings⁠(d), cum ar fi introducerea TVA-ului, dar și împotriva abuzurilor privind drepturile omului. Printre principalii organizatori ai protestelor s-au numărat Akufo-Addo, Abdul Malik, Kwaku Baako, Saifullah, ministrul Victor Newman, Kwasi Pratt Jr. și Dr. Charles Wereko Brobbey. Aproximativ 100.000 de persoane au participat la acest protest masiv, cunoscut sub numele de „Kume Preko” („Mai bine mor” în limba Akan). Deși a aspirat la funcții de conducere în cadrul alianței, aceasta s-a destrămat în scurt timp.
În anii 1990, a înființat o organizație civică dedicată drepturilor omului numită Ghana’s Committee on Human and People’s Rights.
Akufo-Addo a fost membru al celui de-al doilea, al treilea și al patrulea Parlament al celei de-a patra republici, reprezentând circumscripția Abuakwa.
La alegerile din 1996, a obținut 28.526 de voturi dintr-un total de 50.263 voturi valabil exprimate (56,75 %), devansându-i pe Owuraku Amofah (20.173 voturi), Adoo-Aikins (705 voturi), Ahmadu Rufai (682 voturi) și Emmanuel Kofi Tamakloe (177 voturi). A fost reales în alegerile generale din 2000, cu 28.633 voturi din 45.795 voturi valabil exprimate (62,50 %), învingând-o pe Christiana Annor (14.486 voturi), precum și pe Addo-Aikins (1.088 voturi), Theresa Stella Amakye (593 voturi), Kofi Opoku-Gyamera (519 voturi) și Isaac Duodu Awah (506 voturi).

### Candidaturi prezidențiale
În octombrie 1998, Nana Akufo-Addo a candidat pentru nominalizarea la alegerile prezidențiale din partea New Patriotic Party (NPP), dar a pierdut în fața lui John Kufuor, care a câștigat alegerile prezidențiale din decembrie 2000 și a preluat funcția de președinte al Ghanei în ianuarie 2001. Akufo-Addo a fost principalul strateg al campaniei electorale a lui Kufuor în 2000, fiind numit ulterior procuror general și ministru al justiției în administrația sa. Mai târziu, a fost numit ministru de externe și responsabil cu parteneriatul New Partnership for Africa’s Development (NEPAD).
În 2007, era considerat favorit pentru a câștiga alegerile interne ale NPP. A fost candidatul partidului în alegerile generale din 2008, într-o cursă strânsă împotriva lui John Evans Atta Mills din partea National Democratic Congress (NDC). În primul tur, Akufo-Addo a obținut 49,13% din voturi, devansându-l ușor pe Mills, dar fără a atinge pragul constituțional de 50% necesar pentru a câștiga din primul tur.
A candidat din nou din partea NPP în alegerile din 2012, împotriva lui John Mahama⁠(d), care preluase conducerea țării după moartea lui Atta Mills. Mahama a fost declarat câștigător, dar rezultatul a fost contestat în justiție de către Akufo-Addo. Procesul a fost amplu mediatizat și a fost soluționat de Curtea Supremă a Ghanei cu o decizie strânsă (5 la 4) în favoarea lui Mahama. Akufo-Addo a acceptat verdictul în interesul stabilității economice și al imaginii internaționale a țării.
În martie 2014, și-a anunțat intenția de a candida pentru a treia oară și a fost ales candidat al NPP în octombrie 2014, cu un scor covârșitor de 94,35% din voturi. În același an, a fost președintele misiunii de observare a Commonwealth-ului pentru alegerile din Africa de Sud.
În campania pentru alegerile din 2016, Akufo-Addo s-a concentrat pe teme economice, promițând stabilizarea cursului valutar și reducerea șomajului. La 9 decembrie 2016, președintele în exercițiu John Mahama și-a recunoscut înfrângereax. Akufo-Addo a câștigat alegerile cu 53,83% din voturi, față de 44,4% obținute de Mahama.
Înaintea alegerilor din 2020, Akufo-Addo și-a anunțat intenția de a candida pentru un al doilea mandat, depunând oficial candidatura în cadrul NPP. La 9 decembrie 2020, a fost declarat câștigător al alegerilor desfășurate pe 7 decembrie, obținând 51,59% din voturi, suficient pentru a evita un al doilea tur.
În decembrie 2021, Akufo-Addo a declarat că va respecta limita constituțională de două mandate și că nu va candida pentru un al treilea mandat în 2024.

## Președinte al Ghanei (2017–2025)

### Învestitura
Nana Akufo-Addo a preluat oficial funcția de președinte la 7 ianuarie 2017, ceremonia de învestitură având loc în Piața Steaua Neagră din Accra. La eveniment au participat doisprezece președinți din țări africane și europene, printre care Edgar Lungu⁠(d) din Zambia, Abdel Fattah el-Sisi din Egipt, Ernest Bai Koroma⁠(d) din Sierra Leone, Robert Mugabe din Zimbabwe și Muhammadu Buhari⁠(d) din Nigeria.
Akufo-Addo s-a confruntat cu un val de critici, în special pe rețelele sociale, după ce a fost acuzat de plagiat în discursul său de învestitură, în care a preluat, cuvânt cu cuvânt, pasaje din discursurile inaugurale ale unor președinți americani, precum John F. Kennedy, Bill Clinton și George W. Bush, dar și din remarci pregătite ale președintelui Nigeriei, Muhammadu Buhari⁠(d), rostite în 2015 la United States Institute of Peace.
După izbucnirea scandalului, biroul său de presă a emis o scuză oficială, iar directorul său de comunicare a calificat situația drept o „scăpare totală și niciodată deliberată”. Ulterior, s-a descoperit că Akufo-Addo a plagiat și porțiuni din discursul său de concesiune din 2013, rostit după ce Curtea Supremă a Ghanei a confirmat victoria electorală a președintelui John Mahama⁠(d) în 2012. În acel discurs, au fost preluate în mod identic pasaje din discursul de concesiune al vicepreședintelui american Al Gore din 2000, după decizia Curții Supreme a SUA.

### Sectorul educației
În septembrie 2017, Nana Akufo-Addo a lansat politica Free Senior High School (SHS) („Învățământ secundar gratuit”), menită să asigure accesul gratuit la liceu pentru toți elevii din Ghana. Președintele a declarat că aceasta reprezintă „o investiție necesară în viitoarea forță de muncă a națiunii” și că va sprijini părinții care nu își permit să plătească studiile copiilor lor din cauza dificultăților financiare. Programul a fost primit cu entuziasm de populație, elevii și părinții manifestând o reacție favorabilă, însă școlile private s-au opus măsurii, susținând că aceasta va reduce numărul elevilor care se mai înscriu în sistemul lor.
În august 2023, Akufo-Addo a invocat rezultatele examenului WASSCE din 2022 (West African Senior School Certificate Examination) ca dovadă a eficienței politicilor sale educaționale. Într-un discurs ținut la Queen Girls Senior High School din regiunea Western North, președintele a afirmat că rezultatele obținute în 2022 – cele mai bune din ultimii opt ani – sunt o consecință directă a programului Free SHS și a inițiativelor conexe. Akufo-Addo a salutat îmbunătățirile notabile înregistrate la materiile Engleză, Științe integrate, Matematică și Studii sociale. De asemenea, a lăudat generația de elevi din 2021 pentru adaptarea la sistemul de învățământ cu program dublu.

### Economia
În 2018, președintele Nana Akufo-Addo a lansat Programul coordonat de politici economice și sociale de dezvoltare pe 7 ani, menit să stimuleze crearea de locuri de muncă în Ghana. Potrivit declarațiilor președintelui, politicile acestui program se bazează pe cinci piloni ai creșterii și dezvoltării, și anume: revitalizarea economiei; transformarea agriculturii și a industriei; reabilitarea infrastructurii economice și sociale; consolidarea protecției și incluziunii sociale; și reformarea sistemului de livrare a serviciilor publice.
Cu toate că Fondul Monetar Internațional avertizase deja că Ghana se află într-un risc ridicat de supraîndatorare, guvernul Akufo-Addo a continuat politica de împrumuturi externe. Acest lucru a determinat o creștere a datoriei publice a țării, de la 56% din PIB la 63% înainte de pandemie. După izbucnirea pandemiei, Ghana a contractat și mai multe împrumuturi decât vecinii săi, ceea ce a dus la o criză bugetară majoră, cu un deficit de 16% în 2020 – al doilea cel mai mare din Africa Subsahariană, depășind cu mult media regională de 6%.

### Drepturile persoanelor LGBT
Nana Akufo-Addo a adoptat o poziție relativ moderată în ceea ce privește drepturile persoanelor LGBT în Ghana. În noiembrie 2017, el a sugerat că legalizarea homosexualității este inevitabilă și a declarat că poate anticipa o schimbare a legislației în viitor. Președintele, care și-a petrecut o mare parte din tinerețe în Anglia, a afirmat că drepturile LGBT vor evolua în Ghana așa cum au evoluat în Regatul Unit. Totuși, el a subliniat că aceste drepturi nu fac parte din agenda guvernamentală în acel moment.
În august 2018, Akufo-Addo a reiterat că Guvernul Ghanei nu va legaliza căsătoriile între persoane de același sex și nici nu va dezincrimina homosexualitatea pe durata mandatului său.

### Alte inițiative
În 2019, numărul regiunilor din Ghana a crescut de la zece la șaisprezece în timpul administrației președintelui Akufo-Addo. Noile regiuni – Oti, Western North, North East, Ahafo, Savannah și Bono East – au fost create prin divizarea unora dintre regiunile existente, cum ar fi Brong-Ahafo. Crearea acestor regiuni a venit ca răspuns la petiții îndelungate adresate guvernului, care solicitau dezvoltarea regională și o reprezentare mai echitabilă la nivel administrativ.
În 2020, Akufo-Addo a semnat Scrisoarea publică a UNAIDS privind „Vaccinul Popoarelor”, o campanie care cerea acces egal și universal la vaccinul anti-COVID-19. El a susținut că „toți oamenii, oriunde s-ar afla, trebuie să aibă acces la vaccin atunci când acesta va deveni disponibil”. Semnarea scrisorii a avut loc în contextul îngrijorărilor conform cărora țările bogate ar putea avea acces prioritar la vaccin în detrimentul celor mai sărace. În februarie 2021, Ghana a devenit prima țară africană care a primit vaccinuri anti-COVID-19 prin programul COVAX al Organizației Mondiale a Sănătății, primind un transport de 600.000 de doze de vaccin AstraZeneca.
În mai 2020, președintele Akufo-Addo i-a învestit în funcție, în cadrul unei ceremonii la Jubilee House, pe doi noi judecători ai Curții Supreme, și anume Issifu Omoro Tanko Amadu și Clemence Jackson Honyenuga.

## Viața personală

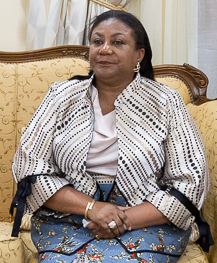
A treia și actuala soție a lui Akufo-Addo, Rebecca Akufo-Addo.

Nana Akufo-Addo provine din localitățile Akropong⁠(d) și Kyebi, situate în Regiunea de Est a Ghanei, iar ambele ramuri ale familiei sale au rădăcini presbiteriene. Este căsătorit cu Rebecca Akufo-Addo (născută Griffiths-Randolph), fiica judecătorului Jacob Hackenburg Griffiths-Randolph, fost președinte al Parlamentului Ghanei în timpul celei de-a Treia Republici. Înainte de căsătoria cu Rebecca, Akufo-Addo a avut două căsnicii anterioare. Prima a fost cu Remi Fani-Kayode, o nigeriană, fiica politicianului Chief Remilekun Fani-Kayode; mariajul s-a încheiat prin divorț. A doua sa căsătorie a fost cu Eleanor Nkansah-Gyamenah, o ghaneză care a decedat în 1993.
Akufo-Addo are patru fiice biologice și o fiică vitregă: Gyankroma, Edwina, Adriana, Yeboakua și Valerie. Una dintre fiicele sale, Gyankroma, este fiica Virginiei Hesse, numită de Akufo-Addo ambasadoare a Ghanei în Cehia în primul său mandat prezidențial. Din căsnicia cu Remi Fani-Kayode are două fiice, din cea cu Eleanor – una, iar prin căsătoria cu Rebecca a devenit tatăl vitreg al Valeriei, fiica acesteia dintr-o relație anterioară. Are și o soră, Marigold, cunoscută sub titlul Abrewatia Nana Abena Oye.
Președintele Akufo-Addo este abstinent de la alcool.

## Distincții și onoruri
De-a lungul carierei sale politice, Nana Akufo-Addo a primit numeroase distincții și recunoașteri naționale și internaționale pentru contribuțiile sale în domeniul justiției sociale, educației, guvernării democratice și dezvoltării infrastructurale:
- 2016 – A fost distins cu Mother Teresa Memorial International Award for Social Justice de către Harmony Foundation pentru renunțarea la ambițiile politice în favoarea păcii și reconcilierii naționale[104].
- Mai 2016 – A primit titlul de Doctor Honoris Causa în Drept de la Universitatea Fort Hare din Africa de Sud, în semn de apreciere pentru leadershipul său juridic și politic[105].
- 2017 – A fost onorat cu National Achievement Award de către Africa-America Institute, în numele poporului ghanez, pentru rolul Ghanei ca simbol al libertății, democrației și stabilității în Africa[106].
- Decembrie 2017 – La aproape un an de la preluarea mandatului prezidențial, a primit titlul de Doctor Honoris Causa în Litere Umane de la Universitatea din Liberia[107].
- Iunie 2018 – A fost recompensat cu Premiul pentru Leadership Exemplu de către Whitaker Group[108][109].
- August 2018 – A primit African Port Award de la Fundația APA pentru proiectele de modernizare a porturilor din Ghana[110].
- Septembrie 2018 – Camera de Comerț a Statelor Unite i-a acordat Outstanding Leader's Award 2018, recunoscând conducerea sa diplomatică, regională și economică în Africa[111][112][113].
- Octombrie 2018 – A primit Governance Leadership Award 2018 pentru angajamentul față de îmbunătățirea nivelului de trai și respectarea statului de drept în Ghana[114].
- Mai 2019 – Secretarul general al ONU, António Guterres, l-a numit co-președinte al grupului de susținători ai Obiectivelor de Dezvoltare Durabilă, alături de premierul Norvegiei, Erna Solberg[115].
- Iunie 2019 – Comitetul Național Olimpic African (ANOCA) i-a decernat Merit Award for Heads of State pentru contribuția sa la dezvoltarea sportului și obținerea dreptului de organizare a Jocurilor Africane 2023 de către Ghana[116].
- 20 ianuarie 2020 – A fost onorat la Gala Asociației Hotelurilor din Ghana pentru viziunea sa în promovarea campaniei Anul Întoarcerii și succesul acesteia[58].
- Mai 2021 – Universitatea din Cape Coast i-a conferit titlul de Doctor Honoris Causa în Leadership Educațional, în semn de recunoaștere pentru reformele educaționale promovate în Ghana[117].
- 10 octombrie 2022 – Universitatea Sorbona din Paris i-a acordat un doctorat onorific, pentru angajamentul său față de democrație, pace în Africa de Vest, și politicile în educație și sănătate[118].
- 8 august 2023 – A primit Medal of Merit in Leadership Award din partea Asociației Barourilor din Africa[119][120].
- 14 iulie 2024 – Universitatea Valley View i-a conferit un doctorat onorific pentru contribuția sa în educație și dezvoltare socio-economică în Ghana și în regiune[121].
- sfârșitul lunii iulie 2024 – Universitatea de Științe ale Sănătății și Profesii Asociate l-a onorat cu un doctorat onorific pentru sprijinul acordat dezvoltării infrastructurii universității și promovării educației științifice[122].
- 6 noiembrie 2024 – O statuie a fost dezvelită în onoarea sa la Spitalul Regional Effia-Nkwanta din Regiunea de Vest, ca semn de apreciere pentru inițiativele promovate în acea regiune în timpul mandatului său[123][124].

### Distincții străine
Nana Akufo-Addo a primit multiple distincții onorifice din partea statelor străine, ca recunoaștere a contribuției sale în promovarea cooperării internaționale, a păcii și a guvernării democratice:
- Burkina Faso: Mare Cruce a Ordinului Național al Burkina Faso – 6 mai 2017[125]
- Franța: Mare Ofițer al Legiunii de Onoare – 14 noiembrie 2024[126]
- Guineea-Bissau: Medalia Amílcar Cabral – 15 mai 2023[127]
- Guyana: Membru al Ordinului Excelenței – 11 iunie 2019[128]
- Coasta de Fildeș: Mare Cruce a Ordinului Național al Coastei de Fildeș – 5 mai 2017[129]
- Liberia: Mare Cordo al Ordinului Pionierilor Liberiei – 27 mai 2017[130]
- Maroc: Colanul Ordinului lui Muhammad – 17 februarie 2017[131]
- Portugalia: Mare Colan al Ordinului Prințului Henric – 2023
- Senegal: Mare Cruce a Ordinului Național al Leului – 16 mai 2017[132]
- Serbia: Ordinul Republicii Serbia, clasa a II-a – 10 octombrie 2021[133]
- Sierra Leone: Mare Comandor al Ordinului Republicii – 27 aprilie 2021[134]